# Twyford állomás
Twyford állomás Twyford falu vasútállomása Berkshire megyében, Angliában. Az állomás a Great Western fővonalon helyezkedik el Paddingtontól közel 50 kilométerre, Reading és Maidenhead állomások között, valamint innen ágazik le egy szárnyvonal Henley-on-Thames felé. Az állomást a Great Western Railway üzemelteti.

## Története

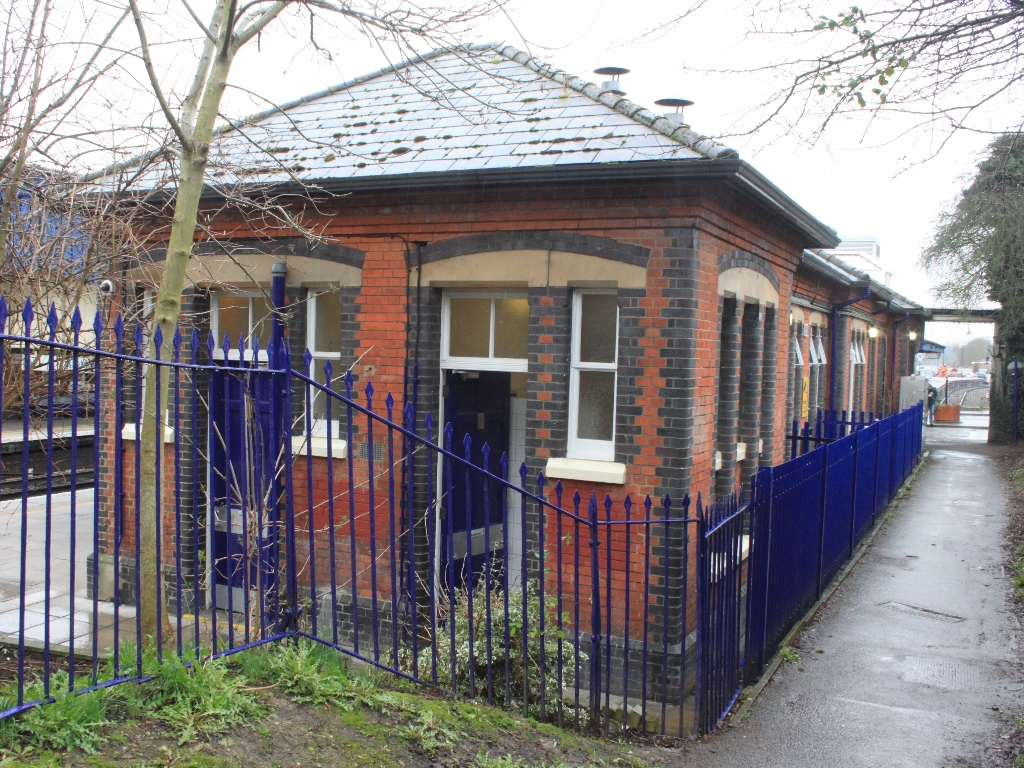
Az 1892-ben épült fogadóépület

A Great Western fővonal 1839. július 1-jén érte el Twyfordot, és a falu állomása 1840. március 30-áig a vonal nyugati végállomása volt, amíg el nem készült a Sonning Hill vasúti bevágása és a vasútvonal folytatása Reading felé. Az átadáskor közlekedő kilenc pár vonatot egy hurokvágány szolgálta ki. Az állomástól nyugatra építették fel az ideiglenes műhelyt a mozdonyok számára, amit Maidenheadből vittek át. Reading megnyitása után a műhelyt lebontották, az állomás peronját áthelyezték.
1846-ban az állomás korábbi fa fogadóépülete helyére egy új tégla épületet építettek. A Henley elágazás 1857-es építésekor az észeki peront úgy építették át, hogy az új szárnyvonal forgalmát is ki tudja szolgálni, amivel együtt szükségessé vált egy gyalogoshíd megépítése is.
Amikor a vasútvonalon a széles nyomtávról áttértek a normál nyomtávra, az állomást is átépítették: új felvételi épületet, új peronokat és úgy gyalogoshidat kapott. Az összetettebb vágányzat új vezérlőtornyok építését tette szükségessé az állomás keleti és nyugati végébe kiváltva ezzel a régi tornyot.
1900-ban az állomáshoz felépítették az állomásfőnök házát. A Great Western Railway 1948. január 1-jei államosítását követően az állomás és térsége a British Railways nyugati régiójához került, ami az 1960-as évekig a jelzések cseréjét leszámítva Twyfordben nem jelentett különösebb változást. 1961-ben a vasúti berendezések leegyszerűsítésekor a két vezérlőtornyot felváltotta a fővonal és a leágazásban épített új torony. 1972-ben működött így az állomás forgalmának irányítása, amikor a vezérlést áthelyezték Readingbe. A teherpályaudvar részét az állomásnak 1965-ben bezárták, helyére parkolót építettek. 1975-ben az állomás átmenő vágányait átépítették úgy, hogy a 200 kilométer per órás nagysebességű vonatok megfelelően áthaladhassanak a vasútállomáson.
1989-ben a 4. vágány fogadóépületét felújították, hogy az épület jegypénztárnak és váróteremnek adjon helyet. 2009 nyarán a gyalogoshidat felújították és három felvonóval akadálymentesítették, valamint magasabbra építették a Great Western fővonal villamosítása miatt.

## Jellemzői
Az állomás öt vágánnyal rendelkezik: az 1. és a 2. vágány a Reading és London közötti nagyobb sebességű távolsági, a 3. és 4. vágány pedig a regionális forgalmat, az 5. csonkavágány pedig a Henley szárnyvonal forgalmát fogadja. A nap folyamán csak a 3., 4. és 5. vágányon fogadnak vonatokat, az 1. és 2. vágányon a távolsági vonatok csak csúcsidőben állnak meg. Az állomás öt vágánya különböző hosszúságúak: az 1. vágány 8 kocsis, a 2. és a 4. vágány 7-7 kocsis, a 3. vágány 9 kocsis és az 5. vágány csak 5 kocsis szerelvényeket tud kiszolgálni.
A fő átmenő vágányon 200 km/h, a többi átmenő vágányon 96 km/ó, a Henley szárnyvonalon 64 km/h a maximális sebesség.
Az állomás főbejárata és a főépület a 4. vágánynál, a falu felé vannak. A vasútállomás egy másik bejáraton át is elérhető az 1. vágánynál.

## Forgalom

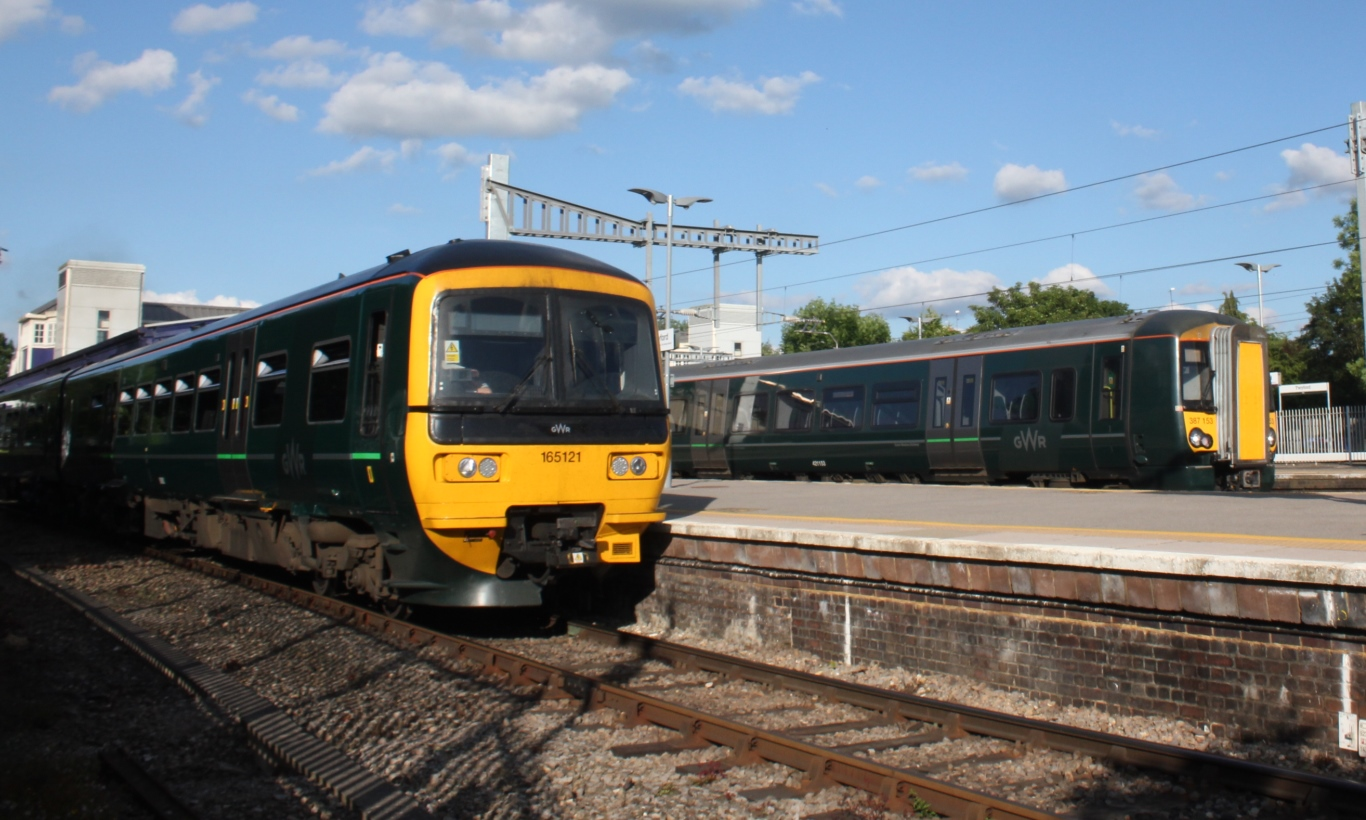
Egy 165 sorozatú és egy 387 sorozató motorvonat az állomáson

Hétfőtől szombatig óránként négy vonat indul Twyfordból Paddingtonba, kettő Radingbe és kettő Oxfordba. Vasárnaponként félóránként indulnak vonatok valamennyi irányba. Henley-on-Thames felé a vonatok csak hétköznapokon 50 percenként járnak.
Twyfordból az átlagos menetidő Londonba 50 perc, Readingbe 7 perc és Henley-on-Thamesbe 12 perc. A csúcsidőben Londonba és Londonból közlekedő vonatok menetideje 20–30 perc is lehet.
| Előző állomás     |                     | National Rail                                             |  | Következő állomás                |
| ----------------- | ------------------- | --------------------------------------------------------- |  | -------------------------------- |
| Maidenhead        |                     | Great Western Railway Great Western fővonal               |  | Reading                          |
| végállomás        |                     | Great Western Railway Twyford–Henley-on-Thames-vasútvonal |  | Wargrave                         |
| Előző állomás     |                     | Crossrail                                                 |  | Következő állomás                |
| Maidenhead        |                     | TfL Rail Paddington–Reading                               |  | Reading                          |
|                   | Jövőbeli fejlesztés |                                                           |  |                                  |
| Előző állomás     |                     | Crossrail                                                 |  | Következő állomás                |
| Readingvégállomás |                     | Crossrail Elizabeth line                                  |  | Maidenheadtovább Abbey Wood felé |

## Fordítás
- Ez a szócikk részben vagy egészben  a   Twyford railway station című angol Wikipédia-szócikk fordításán alapul.  Az eredeti cikk szerkesztőit annak laptörténete sorolja fel. Ez a jelzés csupán a megfogalmazás eredetét és a szerzői jogokat jelzi, nem szolgál a cikkben szereplő információk forrásmegjelöléseként.